# Gerichtsbezirk Kitzbühel
Der Gerichtsbezirk Kitzbühel (ursprünglich Gerichtsbezirk Kitzbichl) ist ein dem Bezirksgericht Kitzbühel unterstehender Gerichtsbezirk im Bundesland Tirol. Der Gerichtsbezirk umfasst seit 2003 den gesamten politischen Bezirk Kitzbühel.

## Geschichte
Im Jahr 1297 wurde der Gerichtssitz für das Leukental von der Burg Leukentstein bei St. Johann in Tirol nach Kitzbühel verlegt. In der Folge ist von der Herrschaft Kitzbühel die Rede, die 1504 unter König Maximilian I. von Bayern zu Tirol kam. Die Herrschaft Kitzbühel umfasste das Gebiet des heutigen Bezirks Kitzbühel ohne das Brixental, das bis 1816 zu Salzburg gehörte.
Der Gerichtsbezirk Kitzbühel wurde durch eine 1849 beschlossene Kundmachung der Landes-Gerichts-Einführungs-Kommission geschaffen und umfasste ursprünglich die 15 Gemeinden Aurach, Fieberbrunn, Going, Hochfilzen, Jochberg, Kirchdorf, Kitzbichl (Land), Kitzbichl (Stadt), Kössen, Reith, Schwendt, St. Jakob, St. Johann, St. Ulrich und Waidring.
Der Gerichtsbezirk Kitzbühel bildete im Zuge der Trennung der politischen von der judikativen Verwaltung
ab 1868 gemeinsam mit dem Gerichtsbezirk Hopfgarten den Bezirk Kitzbühel.
Die Zahl der Gemeinden des Gerichtsbezirks blieb bis 2002 stabil, wenngleich 1927 Oberndorf in Tirol von St. Johann in Tirol seine Selbstständigkeit erreichte und die Gemeinden Kitzbühel Land und Kitzbühel Stadt zu einer Gemeinde vereinigt wurden. Mit der 2002 beschlossenen Bezirksgerichte-Verordnung Tirol der Österreichischen Bundesregierung wurde die Schließung des Bezirksgerichtes Hopfgarten verfügt und das Gebiet des Gerichtsbezirkes dem Gerichtsbezirk Kitzbühel zugeschlagen.
Die Verordnung trat per 1. Juli 2002 in Kraft und erweiterte den Gerichtsbezirk Kitzbühel um die fünf Gemeinden Brixen im Thale, Hopfgarten im Brixental, Itter, Kirchberg in Tirol und Westendorf. Die Fläche des Gerichtsbezirkes erhöhte sich durch die Erweiterung von 761,45 km²
auf 1.162,25 km².

## Gerichtssprengel
Der Gerichtssprengel umfasst seit 2003 mit den 20 Gemeinden Aurach bei Kitzbühel, Brixen im Thale, Fieberbrunn, Going am Wilden Kaiser, Hochfilzen, Hopfgarten im Brixental, Itter, Jochberg, Kirchberg in Tirol, Kirchdorf in Tirol, Kitzbühel, Kössen, Oberndorf in Tirol, Reith bei Kitzbühel, St. Jakob in Haus, St. Johann in Tirol, St. Ulrich am Pillersee, Schwendt, Waidring und Westendorf den gesamten politischen Bezirk Kitzbühel.